# Carabottino
Il carabottino è un grigliato in legno prevalentemente di teak, ad utilizzo prevalentemente navale.
Si utilizza ovunque ci sia necessità di un rapido deflusso d'acqua, spiaggette, passerelle, docce ecc. Normalmente in legno grezzo, cioè non trattato, da qui l'uso del teak per la sua straordinaria resistenza.
Può avere le forme più svariate, ma è tradizionalmente costituito da telaio perimetrale e listelli incrociati fra loro a costituire la griglia.